# ユニバーサルシティポート
ユニバーサルシティポートは、大阪府大阪市此花区桜島1丁目の安治川右岸にある浮桟橋方式の船着場。桜島浮桟橋（さくらじまうきさんばし）とも呼ばれる。2001年3月1日供用開始。管理者は大阪港湾局海務課。大阪湾における浮体式防災基地でもある。

## 諸元
- 構造：PCハイブリッド構造
- 大きさ：長さ80m×幅40m×高さ4m
- 係留方法：ドルフィン、ワイヤー併用係留
- 浮体総重量：6,930t

## 船着場周辺
- JR西日本桜島線 ユニバーサルシティ駅
- ユニバーサル・シティウォーク大阪

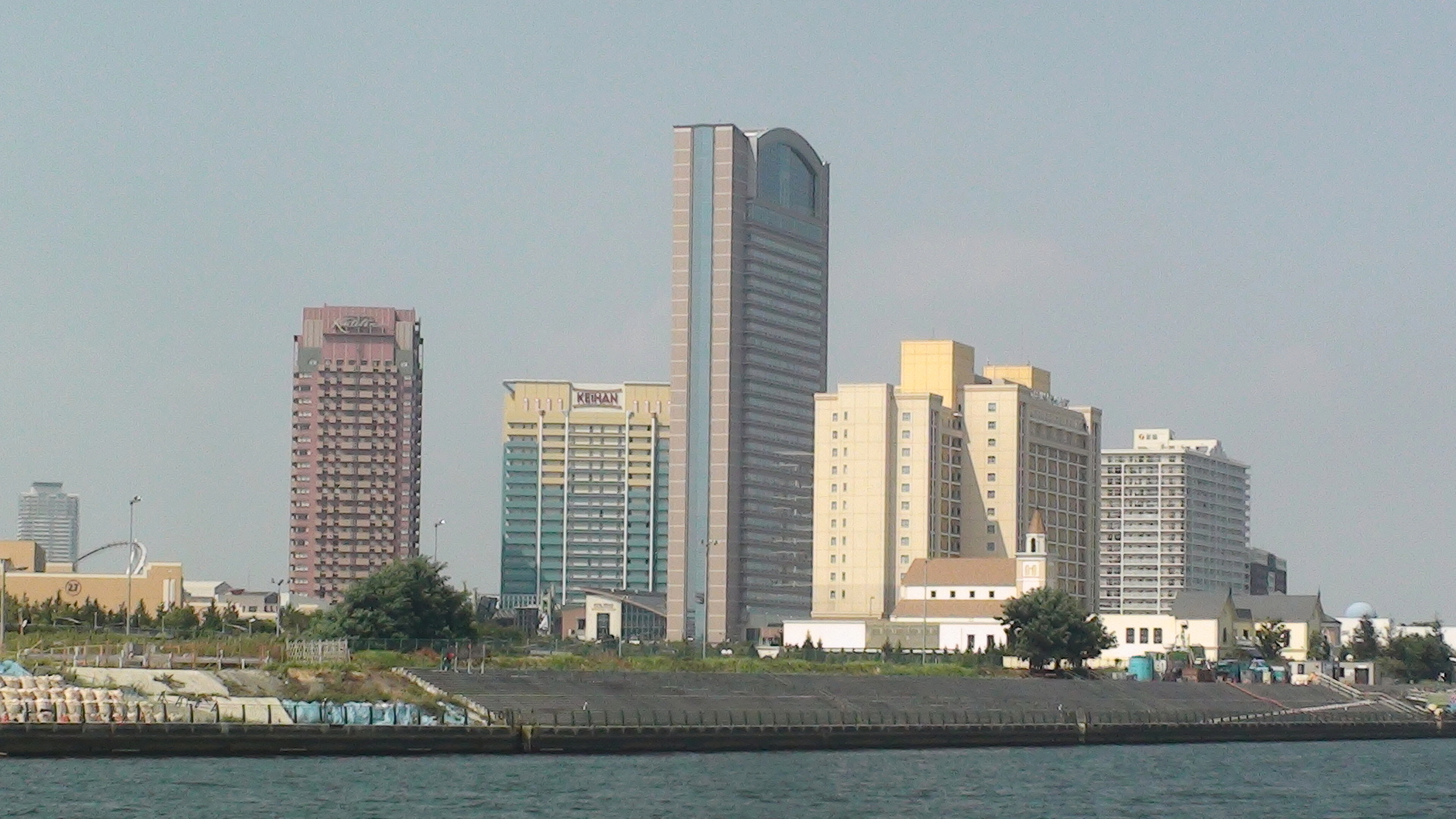
シャトル船から見たユニバーサルシティ駅周辺（2010年8月）

- ユニバーサル・スタジオ・ジャパン (USJ)

## 発着船舶
- 万博シャトル - 夢洲浮桟橋（2025年日本国際博覧会会場）とを結ぶシャトル船。
- まほろば - 夢洲浮桟橋（2025年日本国際博覧会会場）とを結ぶシャトル船。
- キャプテンライン - 海遊館西はとば（天保山西岸壁）とを結ぶシャトル船。
- インディークルーズ - 道頓堀（日本橋船着場）とを結ぶクルーズTAXI。

### かつて発着していた船舶
- コスモライン - 大阪南港とを結んでいた。2006年12月休止。